# Eurya cuneata
Eurya cuneata är en tvåhjärtbladig växtart som beskrevs av Clarence Emmeren Kobuski. Eurya cuneata ingår i släktet Eurya och familjen Pentaphylacaceae. Utöver nominatformen finns också underarten E. c. glabra.